# Điện ảnh Tây Tạng
Điện ảnh Tây Tạng là tên gọi ngành công nghiệp Điện ảnh của Khu tự trị Tây Tạng thuộc Trung Quốc.

## Lịch sử hình thành và phát triển

### Nhà làm phim tên tuổi
- Khyentse Norbu
- Neten Chokling

### Diễn viên nổi tiếng
- Khyentse Norbu
- Sogyal Rinpoche
- Namgyal Lhamo
- Neten Chokling